# Erwin de Vries
Erwin de Vries (Paramaribo, 21 de diciembre de 1929-Paramaribo, 31 de enero de 2018) fue un pintor y escultor surinamés.

## Biografía
Era medio hermano de Henry Lucien de Vries, quien fue gobernador de Surinam entre 1965 y 1967. De Vries estudió en Países Bajos con Ossip Zadkine. Sus obras se han expuesto en el Museo Stedelijk y el Nationaal Monument Slavernijverleden en Ámsterdam. De Vries también realizó exposiciones en Jamaica; allí tomó contacto con las obras de Barrington Watson, cuyas pinturas cargadas de erotismo poseen elementos en común con sus trabajos.